# Скомпе (Любуське воєводство)
Скомпе (пол. Skąpe, нім. Skampe) — село в Польщі, у гміні Скомпе Свебодзінського повіту Любуського воєводства.
Населення — 421 особа (2011).
У 1975-1998 роках село належало до Зеленогурського воєводства.

## Демографія
Демографічна структура станом на 31 березня 2011 року:
|          | Загалом | Допрацездатний вік | Працездатний вік | Постпрацездатний вік |
| -------- | ------- | ------------------ | ---------------- | -------------------- |
| Чоловіки | 203     | 42                 | 143              | 18                   |
| Жінки    | 218     | 35                 | 141              | 42                   |
| Разом    | 421     | 77                 | 284              | 60                   |